# Delilah (canción de Queen)
«Delilah» es una canción de la banda británica de rock Queen, de su álbum Innuendo, el cual fue lanzado en el año 1991.

## Letra
Delilah, Delilah...Oh my, oh my, oh my... you're irresistible, ooh, ooh, ooh, you make me smile when I'm just about to cry, you bring me hope, you make me laugh, and I like it...

## Inspiración
Fue escrita por Freddie Mercury que dedicó una canción a su gata preferida que se llamaba Delilah. Brian May grabó su solo de guitarra mediante un talk box. Al parecer a Roger Taylor no le gustaba la canción, pero aceptó que se incluyera en el álbum tan solo por la insistencia de Freddie Mercury. Se puede apreciar la fina voz de May y Taylor en los coros.
- Datos: Q15726700